# Décembre 1906

## Événements
- Inde[1] : cession annuelle du Congrès national indien à Calcutta. Les extrémistes parviennent à faire mettre à l’ordre du jour le thème du swaraj (self-government).
- Loi électorale en Autriche.
- Le Zentrum fait défection au gouvernement Bülow en Allemagne à la fin de l’année.

- 11 décembre[2] : Bangui devient le chef-lieu de la colonie de l’Oubangui-Chari-Tchad. Elle s’étend rapidement (53 habitants en 1889, 2100 en 1911, 7 300 en 1921 et 22 000 en 1934).

- 30 décembre : 
  - création de la Ligue musulmane panindienne, présidée par l’Aga Khan III jusqu’en 1911.
  - À la demande de ses conseillers spirituels, Mozaffaredin Shah signe sur son lit de mort les lois fondamentales (en) de la première constitution iranienne.

## Naissances
- 3 décembre : Marc-Armand Lallier, religieux français, évêque de Nancy (1949-1956), archevêque de Marseille (1956-1966) et archevêque de Besançon (1966-1980) († 11 janvier 1988).
- 5 décembre : Otto Preminger, réalisateur d'origine autrichienne († 1986).
- 9 décembre : Grace Hopper, rear admiral, américaine, ayant inventé le compilateur ( 1992).
- 17 décembre : Fernando Lopes-Graça, compositeur portugais († 27 novembre 1994).
- 19 décembre : Léonid Brejnev, président soviétique († 1982).

## Décès
- 8 décembre : Dina Alma de Paradeda, personnalité mondaine brésilienne (° 1871).
- 9 décembre : Ferdinand Brunetière, écrivain et critique littéraire.
- 16 décembre : Barbara Kent, actrice.